# مسحوق المغذيات الدقيقة المتعددة
مسحوق المغذيات الدقيقة المتعدَّدة (اختصارًا MNP) هو مُركبٌ من الحديد والزنك وفيتامين أ. يتم استخدامه للوقاية من سوء التغذية لدى الأطفال وأثناء حالات الطوارئ الصحية. الفئة العمرية المستهدفة عمومًا هي من 6 أشهر إلى 5 سنوات. يتم استخدامه عن طريق دمجهِ مع الطعام مرة واحدة في اليوم لمدة شهر أو أكثر.
على الرغم من عدم توثيق أي آثار جانبية، إلا أنه قد يَحْدث عدم الراحة في البطن. تحتوي بعض إصدارات المنتج على مغذيات دقيقة إضافية مثل فيتامين سي وحمض الفوليك.
أُضيف في عام 2019 إلى قائمة الأدوية الأساسية لمنظمة الصحة العالمية، وهي الأدوية الأكثر أمانًا وفعالية في النظام الصحي. اعتبارًا من عام 2015، تم توزيع أكثر من 24 مليون دورة علاجية عبر اليونيسف. تبلغ تكلفة حوالي 0.60 دولار أمريكي لكل 30 جرعة اعتبارًا من عام 2016.

## الاستخدام الطبي
يُستخدم مسحوق المغذيات الدقيقة المتعددة لمنع سوء التغذية لدى الأطفال وأثناء حالات الطوارئ الصحية. وجد أنه يُساعد في التقليل من خطر الإصابة بفقر الدم.